# David Zane Mairowitz
 (octobre 2018).
Si vous disposez d'ouvrages ou d'articles de référence ou si vous connaissez des sites web de qualité traitant du thème abordé ici, merci de compléter l'article en donnant les références utiles à sa vérifiabilité et en les liant à la section « Notes et références ».
David Zane Mairowitz (né en 1943 à New York) est un écrivain américain. En 1966, il s'installe à Londres, où il fait partie des fondateurs d'International Times. Depuis 1982, il vit en France.

## Publications
- The Law Circus, 1969. Pièce de théâtre.
- Some of IT (dir.), 1969.
- BAMN: Outlaw Manifestos and Ephemera 1965-70 (dir. avec Peter Stansill), 1971. Recueil d'International Times
- Flash Gordon and the Angels, 1971. Pièce.
- The Radical Soap Opera: Roots of Failure in the American Left, 1974. Essai.
- In the Slipstreams, 1977. Nouvelles.
- Reich for Beginners, avec German Gonzales (illustrations), 1986. Texte illustré.
- Kafka for Beginners, avec Robert Crumb (illustration), 1993. Texte illustré, traduction française Kafka, Actes Sud, 1996.
- Introducing Camus, avec Alain Korkos (illustration), 1998. Texte illustré.

Adaptations d'œuvres en bande dessinée
- Dostoïevski, Crime et Châtiment (Crime and Punishment), avec Alain Korkos, 2008.
- Franz Kafka, Le Procès (The Trial), avec Chantal Montellier, 2008. Édition française Actes Sud, 2009.
- Joseph Conrad, Au cœur des ténèbres (Heart of Darkness), avec Catherine Anyango, 2010.
- Charles Dickens, Le Conte de deux cités (A Tale of Two Cities), avec Ryuta Osada et Robert Deas, 2010.
- Franz Kafka, Le Château (The Castle), avec Jaromír 99, 2013.

## Prix
- 2010 :  Prix Haxtur du meilleur scénario pour Kafka